# FM (химиотерапия)
FM в контексте химиотерапии означает режим химиотерапии, который часто используется в качестве терапии первой линии при B-клеточных индолентных неходжкинских лимфомах. В сочетании с ритуксимабом этот режим называется R-FM или RFM или FM-R или FMR.
Режим [R]-FM состоит из:
1. Ритуксимаба — (R)ituximab — анти-CD20 моноклонального антитела, которое обладает способностью уничтожать как нормальные, так и злокачественные B-лимфоциты;
2. Флударабина — (F)ludarabine — антиметаболита;
3. Митоксантрона — (M)itoxantrone — синтетического аналога антрациклинов (антрахинона), относящегося к группе интеркалантов, который способен внедряться между нитями ДНК и нарушать клеточное деление.[1]

Режим химиотерапии FM или R-FM также иногда используется при некоторых аутоиммунных заболеваниях, которые по своей природе чувствительны к ритуксимабу, флударабину и митоксантрону в монотерапии (например, рассеянный склероз).

## Режим дозирования
| Лекарство                     | Доза      | Путь введения        | Дни     |
| ----------------------------- | --------- | -------------------- | ------- |
| Ритуксимаб — (R)ituximab      | 375 мг/м2 | Внутривенная инфузия | День 0  |
| Флударабин — (F)ludarabine    | 25 мг/м2  | Внутривенная инфузия | Дни 1-3 |
| Митоксантрон — (M)itoxantrone | 10 мг/м2  | Внутривенная инфузия | День 1  |